# آرلی چونتی
آرلی چونتی (انگلیسی: Arli Chontey؛ زادهٔ ۱ ژوئیهٔ ۱۹۹۲) وزنه‌بردار اهل قزاقستان است.
وی در مسابقات کشوری و بین‌المللی در مجموع برندهٔ ۱ مدال طلا، ۱ مدال نقره، ۱ مدال برنز شده‌است.